# Wapen van Wytgaard

Wapen van Wytgaard

Het wapen van Wytgaard is het dorpswapen van het Nederlandse dorp Wytgaard, in de Friese gemeente Leeuwarden. Het wapen werd in 1994 geregistreerd.

## Beschrijving
De blazoenering van het wapen luidt als volgt:
In goud een versmalde golvende paal van azuur, rechts vergezeld van een adelaarskop en een kam, links van drie schuinlinks geplaatste spijkers met de punt naar beneden gericht, alles van sabel.
De heraldische kleuren zijn: goud (goud), azuur (blauw) en sabel (zwart).

## Symboliek
- Golvende paal: symbool voor zowel de voormalige kleine haven van Wytgaard als de Zwette ten westen van het dorp.[3]
- Adelaarskop: ontleend aan de wapens van de geslachten Van Feytsma, Van Jeltinga en Van Sytzama. Deze geslachten bewoonden de staten Feitsma en Camstra te Marwird.[3]
- Dubbele kam: overgenomen uit de wapens van de families Van Cammingha en Van Camstra. Deze families bewoonden de staten Cammingha en Camstra.[3]
- Drie spijkers: verwijzen naar de kruiswonden van Christus. Deze staan vervolgens voor de rooms-katholieke statie te Wytgaard en het "R.K. Religieus Documentatiecentrum voor Friesland".[3] Dit documentatiecentrum zou later naar Bolsward verhuizen.[4]

Het wapen van Van Cammingha.
Het wapen van Van Camstra.

## Zie ook

Vlag van Wytgaard